# Жамсрангийн Улзий-Орших
Жамсрангийн Улзий-Орших (монг. Жамсрангийн Өлзий-Орших; 14 июня 1967, Тариалан, Хувсгел — 4 апреля 2019) — монгольский шоссейный велогонщик, выступавший на международном уровне в 1992—2007 годах. Многократный чемпион Монголии по шоссейному велоспорту, участник летних Олимпийских игр в Барселоне.

## Биография
Жамсрангийн Улзий-Орших родился 14 июня 1967 года.
Впервые заявил о себе в велоспорте на международном уровне в сезоне 1992 года, когда вошёл в основной состав монгольской национальной сборной и благодаря череде удачных выступлений удостоился права защищать честь страны на летних Олимпийских играх в Барселоне. В индивидуальной групповой гонке занял 79-е место, тогда как в командной гонке с раздельным стартом вместе со своими соотечественниками показал 19-й результат.
В 1997 году на Чемпионате мира по шоссейному велоспорту «В» завоевал бронзовую медаль в групповой гонке.
В 1998 году участвовал в Азиатских играх в Бангкоке, стал одиннадцатым в групповой шоссейной гонке и занял 21-е место в гонке на время.
С 2001 года неизменно становился чемпионом Монголии в групповых гонках и несколько раз побеждал в индивидуальных гонках с раздельным стартом. Также в этом сезоне стал серебряным призёром чемпионата Азии в Тайбэе в индивидуальной гонке. Ещё одно серебро завоевал в групповой гонке на чемпионате мира «В».
В 2002 году подписал контракт с новообразованной тайваньской континентальной командой Giant Asia Racing Team. В дебютном сезоне в новом коллективе выиграл два этапа «Тура Болгарии», был лучшим в генеральной классификации гонки «Перлис Опен» в Малайзии, занял 18-е место на «Туре Окинавы». Принимал участие в Азиатских играх в Пусане — стал одиннадцатым в групповой гонке, восьмым в индивидуальной гонке с раздельным стартом.
В 2003 году перешёл в гонконгскую команду Marco Polo, среди наиболее значимых результатов — второе место на одном из этапов «Тура озера Цинхай», 92-е место в генеральной классификации «Стер Электротур».
В 2005 году стал третьим в генеральной классификации «Тура Сиама», отметился участием в таких гонках как «Тур Катара», «Тур Восточной Явы», «Тур озера Цинхай», «Тур Китая», «Тур Тайваня».
В 2004 году выиграл генеральную классификацию многодневной гонки «Ветер с Востока», позднее называвшейся «Путь к Пекину».
В 2006 году выиграл отдельные этапы «Тура Сиама» и «Тура Индонезии», участвовал в гонках «Тур Таиланда», «Тур озера Цинхай», «Тур Хайнаня», «Тур Южно-Китайского моря». Занял 14-е место в групповой гонке на чемпионате Азии в Куала-Лумпуре, представлял Монголию на Азиатских играх в Дохе — финишировал четвёртым в групповой гонке, двенадцатым в индивидуальной гонке с раздельным стартом, шестым в командной гонке с раздельным стартом.
В 2007 году в последний раз стал чемпионом Монголии в групповой гонке, выступил на азиатском первенстве в Бангкоке, где в обеих индивидуальных шоссейных дисциплинах стал восьмым. Помимо этого, стартовал в таких гонках как «Тур Японии», «Тур Хайнаня», «Тур Южно-Китайского моря».
Последний раз показывал сколько-нибудь значимые результаты в шоссейном велоспорте в сезоне 2009 года, когда на чемпионате Монголии финишировал третьим в групповой гонке и четвёртым в индивидуальной гонке с раздельным стартом.
За выдающиеся спортивные достижения удостоен почётного звания «Заслуженный спортсмен Монголии».
Впоследствии занимался тренерской деятельностью.
Умер 4 апреля 2019 года в возрасте 51 года.